# Diodontidae
Diodontidae este o familie de pești de dimensiuni medii până la mari și aparține ordinului Tetraodontiformes⁠(d). Este cunoscut și sub denumirile de pește-balon, pește-glob sau, uneori, pește-gonflabil. Familia cuprinde aproximativ 18 specii. Aceștia nu trebuie confundați cu speciile din familia Tetraodontidae, care sunt similare din punct de vedere morfologic și mai frecvent asociate cu această denumire.
Se găsesc în mări temperate și tropicale, de mică adâncime, din întreaga lume. Unele specii pot fi întâlnite mult mai departe de țărm, formând uneori grupuri mari de mii de indivizi.

## Caracteristici
De obicei, Diodontidae se mișcă încet.
Ei au capacitatea de a-și umfla corpul înghițind apă sau aer, devenind astfel mai rotunzi. Această creștere în dimensiune (aproape dublu pe verticală) limitează numărul prădătorilor potențiali la cei cu guri mult mai mari. Un al doilea mecanism de apărare este reprezentat de spinii ascuțiți, care se orientează spre exterior atunci când peștele este umflat.
Au dinți superiori și inferiori care formează un cioc asemănător celui al papagalilor; acest cioc este folosit pentru a consuma moluște și echinoide.
Unele specii sunt toxice, având tetrodotoxină în organele interne, cum ar fi ovarele și ficatul. Această neurotoxină este de cel puțin 1200 de ori mai puternică decât cianura. Toxina este produsă de mai multe tipuri de bacterii obținute din dieta peștilor. Datorită acestor trei mecanisme de apărare, peștii are puțini prădători, deși adulții pot fi vânați uneori de rechini și orci. Juvenilii sunt, de asemenea, pradă pentru Lysiosquillina maculata⁠(d), ton și delfini.

## Relația cu oamenii

### Consum
Este consumat ca pește comestibil și considerat o delicatesă exotică în Cebu, Filipine, unde este cunoscut sub numele de tagotongan. Totuși, consumul său poate fi periculos, deoarece poate provoca intoxicații cu tetrodotoxină.

## În cultura populară
Acest pește (menționat ca Diodon antennatus) este descris în celebrul jurnal al lui Charles Darwin despre călătoria sa în jurul lumii, Călătorie pe Beagle⁠(d). Darwin a observat că peștele poate înota destul de bine atunci când este umflat, deși modificarea flotabilității îl obligă să înoate cu burta în sus. De asemenea, Darwin a relatat că un coleg naturalist, Dr. Allen din Forres⁠(d), a descoperit frecvent un pește din această specie plutind viu și umflat în stomacul rechinilor; în câteva cazuri, acesta a reușit să-și croiască drum, nu doar prin pereții stomacului, ci și prin părțile laterale ale rechinului.

## Galerie

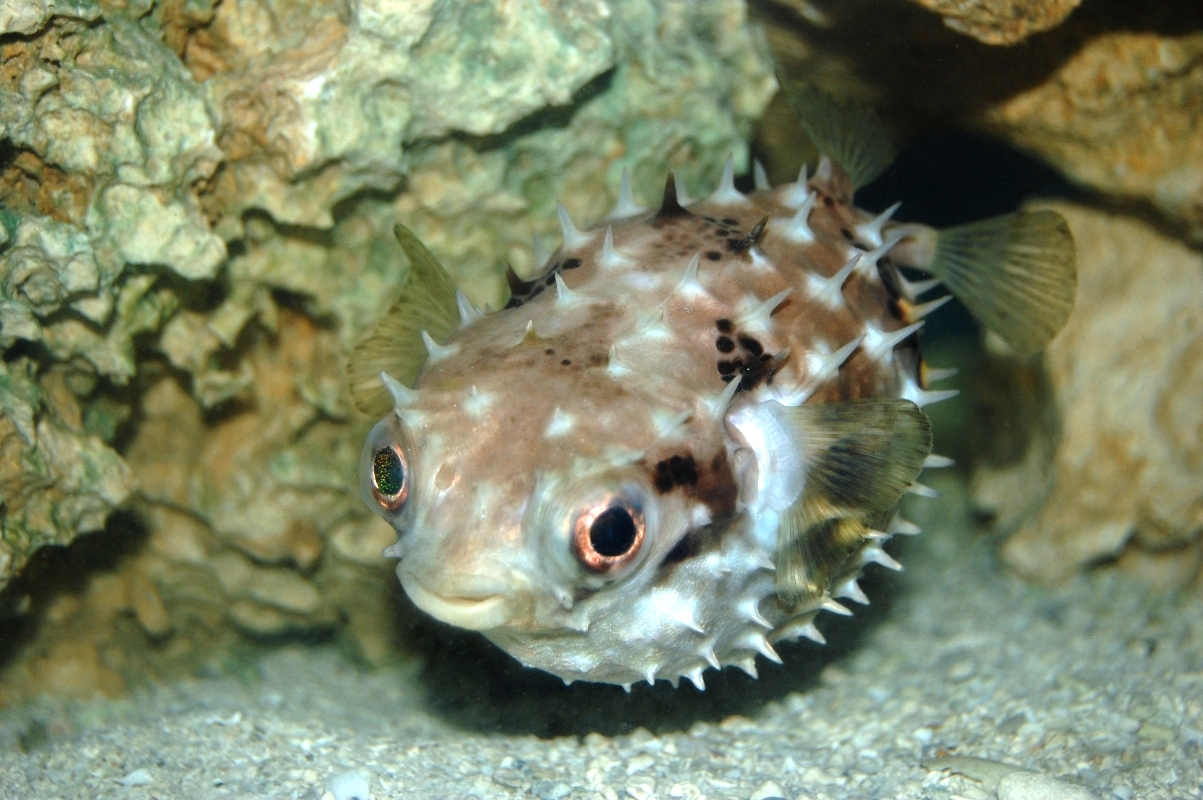
Un pește într-un acvariu
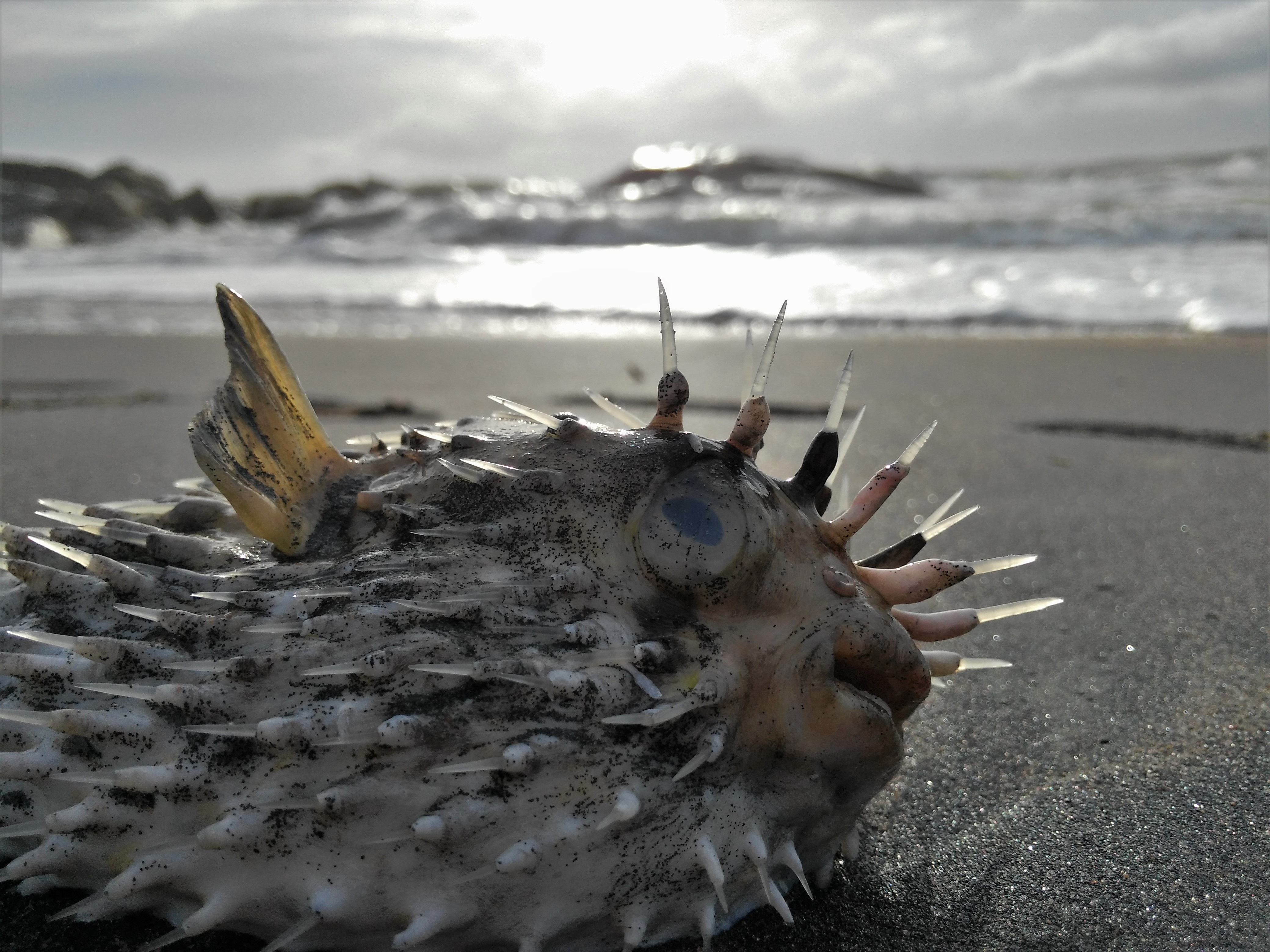
Un pește mort cu spini bine vizibili pe țărm
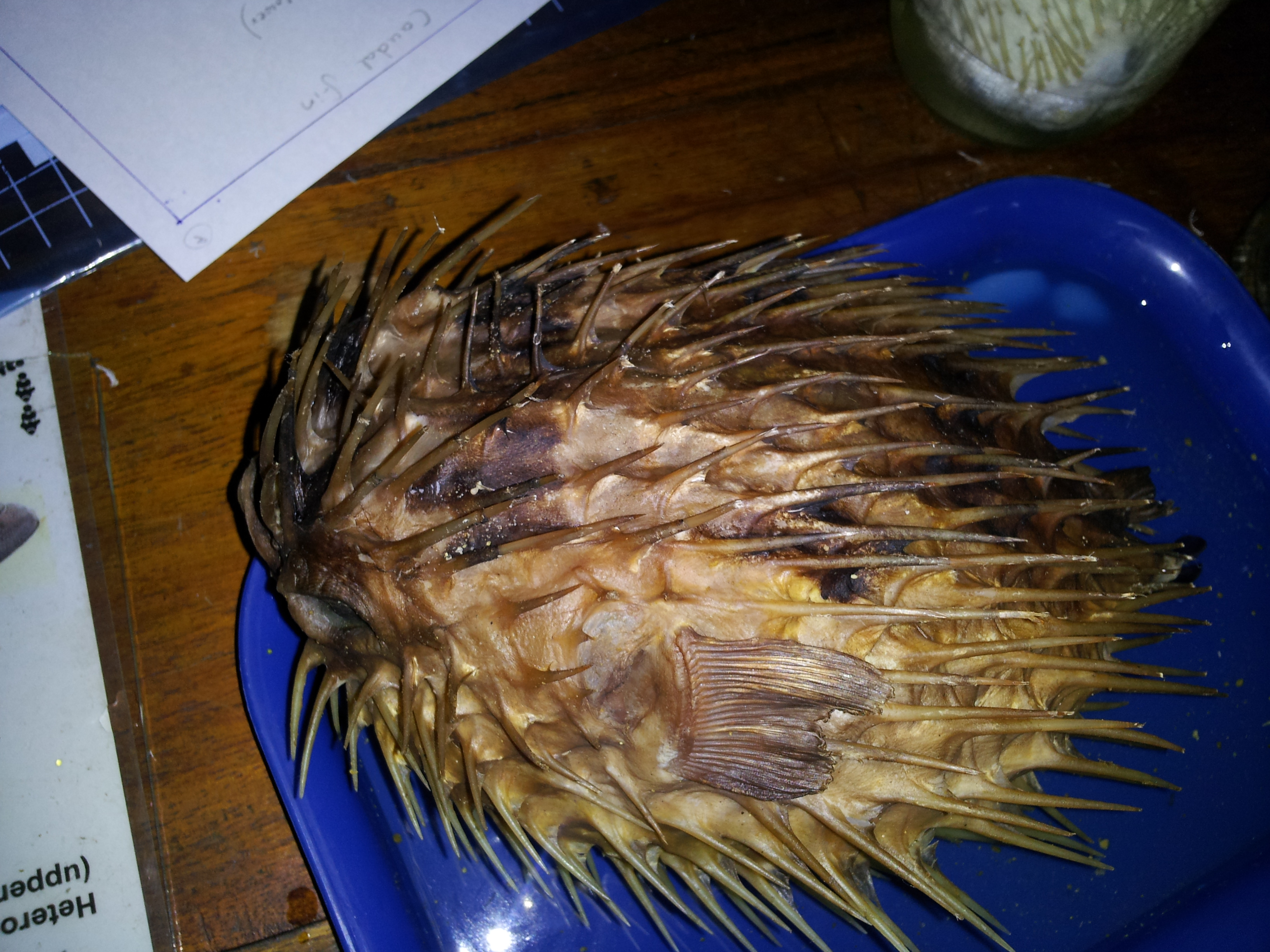
Pește conservat într-un laborator
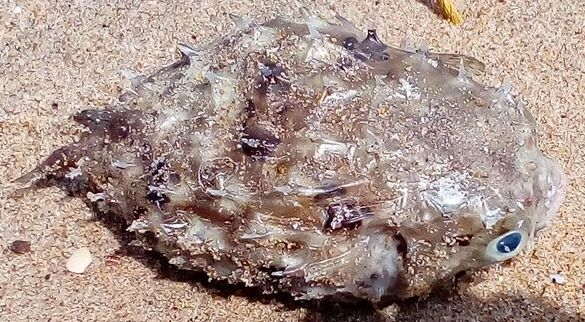
Un pește mort eșuat pe o plajă
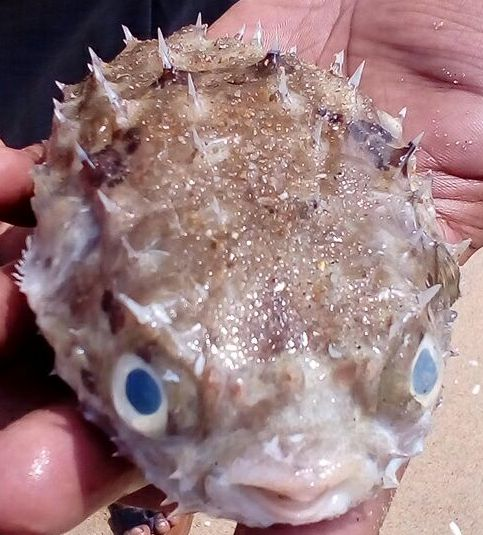
Un pește mort
- (video) Diodon nicthemerus⁠(d), înot